# Rodičovství
Rodičovství je pojem zahrnující všechny úlohy spojené s výchovou dítěte, které vedou k utváření nezávislé dospělé osobnosti. Rodičovství začíná už před narozením nebo osvojením dítěte a je součástí rodinných vztahů. Podle výzkumu jsou rodiče méně šťastní než bezdětní, ale mají větší pocit naplnění.

## Rodičovská péče
Fyzická péče:
Odpovědné poskytování přístřeší, lékařské péče, fyzické bezpečnosti a potravy
Sociální vývoj a emocionální podpora:
- Láska, zábava a fyzický kontakt
- Společenská výchova a etiketa
- Morální a mentální vývoj

Finanční podpora:
- Pojištění a poplatky spojené se vzděláním dítěte
- Případně výživné poskytované jedním rodičem po rozvodu

Rodičovství dosahuje lepších výsledků spíše u starších matek.

### Kultura
Rodičovská praxe závisí v mnohém na kultuře. Například v Kanadě a USA děti žijí doma do pozdní adolescence nebo rané dospělosti a po této době se očekává, že opustí domov kvůli studiu na univerzitě nebo práci a samostatnému životu. V některých asijských zemích jako Čína žijí děti doma až do uzavření manželství – praxe, která je též obvyklá v evropských zemích, například v Řecku, Portugalsku atd.

### Disciplína
Rodičovství může obsahovat chválu, ale i potrestání (domluvu). Někteří rodiče už nepovažují „plácnutí přes zadek“ za vhodný trest. Termín „trénink dítěte“ značí specifický typ rodičovství, který se soustředí na holistické chápaní dítěte.[zdroj⁠?!] Filozofie „braní dítěte vážně“ vidí chválu i trest jako manipulativní a škodlivé pro dítě a hledá jiné způsoby dosažení dohody s dítětem. „Vazbové rodičovství“ nebo také kontaktní rodičovství usiluje o vytvoření silných emocionálních vazeb a vyhnutí se fyzickému trestu (a také pochvale), kdy disciplína je dosažena pozitivními interakcemi s emocionálními potřebami dítěte.
Disciplína:
- Dětská pauza – opuštění dítěte na chvíli, aby se uklidnilo
- Plácnutí na zadek
- Filozofie braní dítěte vážně
- Rodičovský dozor

## Těhotenství a první roky
Během těhotenství je nenarozené dítě vystaveno mnoha rozhodnutím svých rodičů, zvláště souvisejících s jejich životním stylem. Zdravotní a dietní (stravovací) rozhodnutí matky mohou mít pozitivní nebo negativní dopad na dítě.

### Věk kojence a batolete
Specifická péče obsahuje:
- Poskytování potravy a nápojů, u malých dětí proces krmení nebo pomoc s krmením.
- Poskytování toalety a pomůcek na mytí, u malých dětí jejich mytí nebo pomoc s mytím a výměna plenek nebo pomoc s použitím toalety.
- Poskytování oděvu a u malých dětí oblékání nebo pomoc s oblékáním.

## Pomoc
Rodiče v Evropské unii i většině vyspělých států mají právo dostávat pod vymezenými podmínkami příspěvek na péči. Rodiče mohou přijmout asistenci různých jednotlivců ("paní na hlídání") nebo organizací. Zaměstnavatelé mohou nabízet specifické výhody nebo programy pro rodiče.

## Právní úprava rodičovství
Právní řády upravují zpravidla určení rodičovství a práva a povinnosti rodičů a nezletilých dětí. Matkou dítěte je žena, která je porodila (§ 775 o. z.). Otcovství se určuje podle některé ze zákonných domněnek otcovství (§ 776 a násl. o. z.)